# 恋い雪
「恋い雪」（こいゆき）は、Silent Sirenの7枚目のシングル。2014年12月3日にドリーミュージックから発売される。

## 解説
- 「I×U」以来2作目のソングであるウィンターソングである。
- 今回からメンバー1人1人がメインとなった個人盤がなくなった。ジャケット写真がそれぞれ異なり初回限定盤が3種、通常盤として1種の合計4形態で発売された。

## 収録曲

### 初回生産限定盤A・B通常盤
1. 恋い雪 (4:13) 
作詞：あいにゃん、作曲：クボナオキ、編曲：samfree&クボナオキ
2. 爽快ロック (3:53) 
作詞：ひなんちゅ、作曲：クボナオキ、編曲：samfree&クボナオキ
3. チャイナキッス (4:10) 
作詞：すぅ、作曲：クボナオキ、編曲：samfree&クボナオキ

### 初回生産限定盤B
CD / DISC-2
1. メンバー全員のSPECIAL TALK ~濃度高めのスマッシュキッスで聴いちゃいな~

### 初回生産限定盤C
1. 恋い雪
2. 爽快ロック

### タイアップ
・恋い雪
- 日本テレビ系「ミュージックドラゴン」11月エンディングテーマ
- テレビ東京系「JAPAN COUNTDOWN」12月エンディングテーマ
- 2015 キロロリゾート ウインターシーズン CMソング

・爽快ロック
- 花王サクセス「薬用スカルプスマッシュ」CMソング